# كايتانو فيلوسو
كايتانو فيلوسو (بالبرتغالية: Caetano Veloso‏) من أشهر الملحنين ومغنيين في البرازيل بدأ رحلته الفنية بالغناء على انغام بوسا نوفا متأئر بالنجم (جواو جيلبرتو) من أهم النجوم في ذلك الوقت وساعد كايتانو فيلوسو على إنشاء أسلوب ونغم جديد سمي بالـ: أم بي بي (MPB) موسيقى عامة برازيلية أشتهرت موسيقته في كل العالم.

## وصلات خارجية
- كايتانو فيلوسو على موقع IMDb (الإنجليزية)
- كايتانو فيلوسو على موقع الموسوعة البريطانية (الإنجليزية)
- كايتانو فيلوسو على موقع ألو سيني (الفرنسية)
- كايتانو فيلوسو على موقع ميوزك برينز (الإنجليزية)
- كايتانو فيلوسو على موقع أول موفي (الإنجليزية)
- كايتانو فيلوسو على موقع قاعدة بيانات الأفلام السويدية (السويدية)
- كايتانو فيلوسو على موقع إن إن دي بي (الإنجليزية)
- كايتانو فيلوسو على موقع أول ميوزيك (الإنجليزية)
- كايتانو فيلوسو على موقع ديسكوغز (الإنجليزية)
- كايتانو فيلوسو على موقع قاعدة بيانات الفيلم (الإنجليزية)
- الصفحة الرئيسية
- "caetano+veloso") The European Library